# Dance with the Wolves
Dance with the Wolves è un singolo della cantautrice ucraina Ruslana, pubblicato nel 2005 ed estratto dall'album Wild Dances.

## Remix ufficiali e altre versioni
1. Dance with the Wolves [Wild Version] - 3:59
2. Dance with the Wolves [Pop Version] - 3:45
3. Ring Dance with the Wolves [DJ Zebra] - 3:59
4. Ring Dance with the Wolves [Ukrainian Radio Edit] - 3:18
5. Dance with the Wolves [Club Version] [Harem] - 4:18
6. Dance with the Wolves [Club Version] [Treat Brothers] - 6:44
7. Dance with the Wolves [Hard Version] [City'sh Mix] -	2:36
8. Ring Dance with the Wolves [Club Version] [DJ Zegra] - 4:55
9. Dance with the Wolves [Greencash R'N'B Remix] [Max Chorny]	- 3:30
10. Dance with the Wolves [Instrumental Version] - 3:46
11. Dance with the Wolves [A cappella version]	- 3:35

## Classifiche
| Classifiche (2005) | Posizione più alta |
| ------------------ | ------------------ |
| Belgio (Fiandre)   | 19                 |